# 東北福祉大学ゴルフ部
東北福祉大学ゴルフ部（とうほくふくしだいがく ごるふぶ、Tohoku Fukushi University Golf Club）は、東北福祉大学所属の大学ゴルフクラブ。関東学生ゴルフ連盟所属。

## 概要
1989年創部。阿部靖彦が初代監督に就任。
全日本大学ゴルフ選手権の優勝回数は通算40回を超え、日本学生ゴルフ選手権競技などの大会でも優勝を占め、宮里優作や松山英樹らを始め有名プロゴルファーを多数輩出している。

## 主な出身者
- 松山英樹 - マスターズ・トーナメント優勝
- 藤本佳則 - 日本ゴルフツアー選手権優勝
- 池田勇太 - 日本オープンゴルフ選手権競技優勝、日本プロゴルフ選手権大会優勝
- 佐伯三貴 - 2007全英女子オープン7位
- 岩田寛 - 2015全米プロゴルフ選手権出場
- 宮里優作 - 日本ゴルフツアー選手会長、
- 谷口拓也 - アイフルカップゴルフトーナメント優勝
- 谷原秀人 - 日本プロゴルフ選手権大会優勝
- 星野英正 - 日本ゴルフツアー選手権優勝